# Damogeró
Damogeró (Damogeron Δαμογέρων) fou un escriptor grec que va tractar temes d'agricultura a les seves obres, de les quals només es conserven una quinzena de fragments a la compilació Geoponica feta per Cassià Bas .